# Franz Specht (Sprachwissenschaftler)
Franz Specht (* 1. November 1888 in Roßlau (Elbe); † 13. November 1949 in Mainz) war ein deutscher Sprachwissenschaftler. Im Vordergrund seiner Forschungsarbeiten standen die indogermanischen Wurzeln der baltischen Sprachen.

## Leben
Nach dem Studium der Germanistik, Geschichte und klassischen Philologie und der Ernennung zum Studienassessor 1913 meldete er sich 1914 als Kriegsfreiwilliger. Nach einer Verwundung schied er aus dem Heeresdienst aus, promovierte 1918 und veröffentlichte 1921 das Buch Die Sprache und ihr Ursprung. Es brachte ihm 1923 ohne Habilitation eine ordentliche Professur für vergleichende Sprachwissenschaft in Halle ein.
1937 wechselte er an die Universität Breslau, 1943 an die Universität Berlin. Mitglied der Deutschnationalen Volkspartei von 1918 bis 1933, trat Specht 1933 dem Stahlhelm und 1940 der NSDAP bei (Mitgliedsnummer 7.454.596). 1945 wurde er entlassen. Ab 1946 wirkte Specht als Professor an der Universität Mainz. Er starb kurze Zeit später.

## Veröffentlichungen (Auswahl)
- Litauische dialektische Texte aus Russisch-Litauen. Leipzig 1920 (Dissertation)
- Litauische Mundarten. Grammatische Einleitung mit lexikalischem Anhang. Leipzig 1922
- Die Sprache und ihr Ursprung. Berlin 1921
- Der Ursprung der indogermanischen Deklination. Göttingen 1944, Neudruck Göttingen 1947